# Paulo Silas
Paulo Silas (* 27. August 1965 in Campinas; voller Name Paulo Silas do Prado Pereira) ist ein ehemaliger brasilianischer Fußballspieler und aktueller Trainer. Während seiner aktiven Laufbahn spielte er auf drei Kontinenten für insgesamt sechzehn unterschiedliche Vereine.

## Spielerkarriere

### Verein
Paulo Silas wurde in der Nachwuchsabteilung des FC São Paulo ausgebildet. 1985 rückte er in den Profikader des Klubs, für den er bis 1988 aktiv sein sollte. São Paulo erlebte zu dieser Zeit gerade einen Umbruch und Silas fand sich in einem Team gemixt mit Spielern wie Müller und Sidney und erfahrenen Akteuren wie Careca. Auf Anhieb gewann die Mannschaft die Staatsmeisterschaft von São Paulo. Während dieser Zeit rückte Silas in den Fokus der Nationalmannschaft. 1988 wagte der Mittelfeldspieler den Wechsel nach Europa, wo er bei Sporting Lissabon unterschrieb. In zwei Jahren beim portugiesischen Spitzenklub reichte es jedoch nicht zu einem Titel. Obwohl Silas regelmäßig zu Einsätzen kam, wechselte er 1990 überraschend nach Uruguay, zu Central Español. Nach nur zwei Spielen und drei Torerfolgen, entschied sich der Offensivspieler erneut für einen Transfer ins europäische Ausland. So kam er noch im gleichen Jahr zu einem Engagement beim italienischen Klub AC Cesena. Die Mannschaft spielte jedoch nur um den Klassenerhalt, welchen sie verpasste, und zum Ablauf der Spielzeit 1990/91 musste sie in die Serie B absteigen. Silas jedoch verließ den Klub und schloss sich dem Ligakonkurrenten Sampdoria Genua an. Dort war er Leistungsträger und verhalf dem Team zu einem sechsten Platz in der Liga. Schon vor Saisonbeginn sicherte man sich als Meister der Vorsaison die Supercoppa Italiana, durch einen 1:0-Sieg gegen den AS Rom. Hier war Silas über die vollen 90 Minuten auf dem Platz. Dies sollte der einzige europäische Titelgewinn für den Offensivspieler werden. Bereits im Sommer 1992 trennten sich die Wege beider Parteien wieder und der Offensivspieler ging zurück in seine Heimat, wo er sich dem SC Internacional in Porto Alegreanschloss. Zur Saison 1994 zog es ihn zu CR Vasco da Gama, wo man im gleichen Jahr die Staatsmeisterschaft von Rio de Janeiro gewann. Im Kampf um die brasilianische Meisterschaft verlief es jedoch nicht so gut und es reichte nur zu Platzierungen im unteren Tabellenfeld. 1995 ging Silas auf den asiatischen Kontinent, wo er beim japanischen Vertreter Kashiwa Reysol einen Vertrag unterzeichnete. Dort traf er auf seinen ehemaligen Nationalmannschaftskollegen Careca. Zusammen schaffte man den Aufstieg in die J. League. Nach diesem kurzen Intermezzo führte Silas Weg nach Argentinien, zu CA San Lorenzo de Almagro. Dort blieb der Mittelfeldspieler einige Zeit und war Leistungsträger im Mannschaftsgefüge. Noch 1995 gewann er mit seinem neuen Verein die Clausura-Meisterschaft. Zu weiteren Erfolgen kam es aber nicht. 1997 verabschiedete sich Silas und ging zu seinem Jugendverein FC São Paulo. Doch nach weniger als zwanzig Partien für diesen Verein transferierte er erneut nach Japen, um dort bei Kyōto Sanga anzuheuern. Nach zwei Spielzeiten, wechselte Silas 2000 wieder nach Brasilien, wo er nochmals je ein Jahr für Athletico Paranaense, Rio Branco EC, Ituano FC, América (MG), Portuguesa und Inter de Limeira aktiv war. Dort konnte er 2000 die Staatsmeisterschaft von Paraná und 2002 von São Paulo gewinnen.

### Nationalmannschaft
Paulo Silas spielte bereits in den Nachwuchsmannschaft Brasiliens, ehe er in die A-Nationalmannschaft berufen wurde. So nahm er 1985 bei der U-20-Junioren-Weltmeisterschaft teil, die die brasilianische Auswahl gewinnen konnte. Zudem wurde Silas als bester Spielers des Turniers mit dem „Golden Ball“ ausgezeichnet.
Ein Jahr darauf wurde er für die Weltmeisterschaft der A-Nationalmannschaften in Mexiko nominiert, wo er zu zwei Kurzeinsätzen kam. Sein WM-Debüt gab der Mittelfeldspieler beim 4:0-Achtelfinalerfolg gegen das Team aus Polen, als er in der 73. Minute für Müller eingewechselt wurde. Auch im Viertelfinale, als Brasilien gegen Frankreich nach Elfmeter ausschied, war Silas im Einsatz. Sein A-Mannschafts-Debüt gab Silas am 16. März 1986 im Freundschaftsspiel gegen Ungarn.
1989 war Silas Teil des Kaders, welche die Copa América 1989 gewann.
Vier Jahre nach seiner ersten WM gehörte Silas zum Aufgebot von Trainer Sebastião Lazaroni für die Fußball-Weltmeisterschaft 1990 in Italien. Dort beerbte er Brasilien-Legende Zico und übernahm dessen Trikot mit der Nummer „10“. Doch bei der für Brasilien enttäuschenden WM, war der Offensivspieler meist nur Zuschauer und wurde nur in drei Begegnungen eingewechselt und kam zu insgesamt 18 Minuten Spielzeit.
Zu seinem größten Erfolg im Dress der Nationalmannschaft gehört der Gewinn der Copa América 1989. Bereits 1987 kam er bei diesem Turnier für Brasilien zum Einsatz. Er wurde am 28. Juni 1987 in der 71. Minute im Spiel gegen Venezuela eingewechselt.
Im Dress der Seleção absolvierte Silas insgesamt 34 offizielle und insgesamt 38 Partien, wobei ihm jedoch nur ein Treffer gelang.

## Trainerkarriere
Nach seiner aktiven Karriere wurde Silas Trainer. Erster Verein, den er betreute, war 2007 der unterklassige Verein Fortaleza EC. Für die Saison 2009 übernahm er den Chefposten bei Avaí FC, der gerade in die erste Liga aufstieg. Mit ihnen gewann er die Staatsmeisterschaft von Santa Catarina. In der Liga wurde man sechster und qualifizierte sich für die zweite Qualifikationsrunde der Copa Sudamericana. Seine guten Leistungen als Trainer brachten ihm Aufmerksamkeit bei bedeutenden brasilianischen Teams.
Am 7. Dezember 2009 wurde bekannt, dass Silar für die neue Saison neuer Trainer beim Grêmio FBPA in Porto Alegre. Auf Anhieb schaffte er den Gewinn der Staatsmeisterschaft von Rio Grande do Sul. Doch schon bald darauf wechselte der Fußballlehrer zum brasilianischen Traditionsklub CR Flamengo nach Rio de Janeiro, wo er Rogério Lourenço ablöste. Jedoch blieb dieses Engagement nur von kurzer Zeit und Silas wurde durch den ehemaligen Nationaltrainer Brasiliens, Vanderlei Luxemburgo ersetzt. 2011 nahm ihn sein früherer Klub Avaí FC wieder unter Vertrag. Jedoch blieb Silas nur kurz und noch im Juni des gleichen Jahres übernahm er seinen ersten Trainerposten im Ausland, wo er fortan in Katar für al-Arabi zuständig ist. Bei seinem neuen Verein wurde Silas als Ersatz für seinen Landsmann Péricles Chamusca verpflichtet, der kurz zuvor zum Ligakonkurrenten Al-Dschaisch wechselte. Mit al-Arabi schafft es Silas den Qatari Sheikh Jassim Cup zu gewinnen, nachdem man im Finale Umm-Salal SC mit 3:2 bezwingen konnte.

## Erfolge

### Als Spieler
Nationalmannschaft
- U-20-Weltmeister: 1985
- Bester Spieler der Junioren-Fußballweltmeisterschaft 1985
- Copa América: 1989

São Paulo
- Staatsmeisterschaft von São Paulo: 1985, 1987
- Campeonato Brasileiro de Futebol: 1986

Sampdoria Genua
- Supercoppa Italiana: 1991

Internacional
- Copa do Brasil: 1992

Vasco da Gama
- Staatsmeisterschaft von Rio de Janeiro: 1994

Kashiwa Reysol
- Aufstieg in die J. League: 1995

San Lorenzo
- Clausura-Meisterschaft: 1995

Atletico Paranaense
- Staatsmeisterschaft von Paraná: 2000

Ituano
- Staatsmeisterschaft von São Paulo: 2002

### Als Trainer
Avaí
- Staatsmeisterschaft von Santa Catarina: 2009

Grêmio FBPA
- Staatsmeisterschaft von Rio Grande do Sul: 2010

al-Arabi
- Qatari Sheikh Jassim Cup: 2011

Ceará
- Copa do Nordeste: 2015